# Rhamnus javanica
Rhamnus javanica är en brakvedsväxtart som beskrevs av Friedrich Anton Wilhelm Miquel. Rhamnus javanica ingår i släktet getaplar, och familjen brakvedsväxter. Inga underarter finns listade i Catalogue of Life.